# Oeceoclades zanzibarica
Oeceoclades zanzibarica là một loài thực vật có hoa trong họ Lan. Loài này được (Summerh.) Garay & P.Taylor mô tả khoa học đầu tiên năm 1976.